# Сурская волость (Пинежский уезд)
Сурская волость — административно-территориальная единица в составе Пинежского уезда и Архангельского уезда Архангельской губернии, существовавшая с 1924 по 1929 года. Центром волости было село Сура.

## География
Волость занимала южную часть Пинежского уезда. На севере граничила с Карпогорской волостью.

## История
Декретом ВЦИК от 9 июня 1924 в Пинежском уезде образованы четыре укрупненные волости: Карпогорская, Пинежская, Сурская и Труфаногорская. Сурская волость объединила волости Сулецкую, Сурско-Сергиевскую, Тимошинскую и Ярушевскую. днена, получив статус села. В 1927 году к Пинежской волости присоединена территория упраздненной Труфаногорской волости. Постановлением президиума ВЦИК от 7 февраля 1927 в состав Архангельского уезда передана территория упраздненного Пинежского уезда, в том числе и Сурская волость. В 1929 году упразднена с включением территории в состав новообразованного Карпогорского района.

## Состав волости
Сурская волость включала в свой состав пять сельских обществ: Лавельское, Нюхченское, Сулецкое, Сурское и Явзорское.